# Університети Швейцарії
Згідно з Конференцією ректорів університетів Швейцарії у Швейцарії налічується 12 державних університетів, де навчається понад 90 тис. осіб. У світі високо цінуються швейцарські дипломи в галузі економіки, права, банківської справи, менеджменту, лінгвістики, фізики, хімії, математики, біології.

## Характеристика
Перший швейцарський університет був заснований папою Пієм II в 1460 році в Базелі. Потім з'явилися університети в Женеві, Люцерні, Берні, Цюриху. Їхні головні переваги — обсяг та якість наукових досліджень, високий рівень викладання та прекрасна наукова інфраструктура.
Серед випускників 12 університетів більше 30 нобелівських лауреатів в різних галузях діяльності.
Перевагою швейцарських університетів є багатомовність. Базелі, Берні, Люцерні, Санкт-Галлені і Цюриху лекції читають німецькою, в Лозанні, Нашателі та Женеві — французькою, Фрібургський університет Швейцарії практикує обидві мови, а в Лугано викладачі викладають італійською.
Умовно ВНЗ цієї країни можна розділити на кілька груп: «великі» університети із чисельністю студентів близько 10000 осіб (Женева, Цюрих, Берн, Базель, Лозанна), «маленькі» (Невшатель, Санкт-Галлен, Лугано та університетський коледж у Люцерні) і вищі технічні школи. Найбільший внз — це університет Цюриха, в якому навчаються 20.000 чоловік. Ще 18 тис. людина вчиться в Політехнічній школі Цюриха. Відсоток іноземців у швейцарських університетах зазвичай коливається від 5 % до 20 %, а в Женеві їх число доходить навіть до 33 %. Можна отримати освіту в Швейцарії і в приватних вишах, на зразок Європейського університету та різних коледжів, однак швейцарці відносяться до таких закладів з недовірою і не визнають їхні дипломи.
На думку швейцарських експертів, економіку найкраще викладають у Санкт-Галлені, юриспруденцію — у Фрібурі, Лозанні та Невшателі, історію — у Невшателі, філологічні спеціальності — в Женеві, а точні науки — в технічних вишах Цюриха і Лозанни.

## Список університетів[1]

### Кантональніуніверситети[6]
- Базельський університет
- Бернський університет
- Університет Женеви
- Університет Луґано
- Університет Лозанни
- Університет Люцерна
- Університет Невшателя
- Університет Санкт-Галлена
- Університет Фрібура
- Цюрихський університет

#### Федеральні технологічні інститути
- Федеральна політехнічна школа Лозанни
- Швейцарська вища технічна школа Цюриха

### Інститути університетського рівня
- Женевський інститут міжнародних відносин (IHEID)
- Вищий інститут державного управління[en] (IDHEAP), Лозанна
- Університет ім. Курта Боша[fr] (IUKB), Сьйон
- Швейцарський університет дистанційного навчання (фр. Fondation Formation universitaire à distance), Бріг

### Університети прикладних наук(Fachhochschule)
- Бернський університет прикладних наук
- Університет прикладних наук Східної Швейцарії
- Університет прикладних наук Західної Швейцарії
- Університет прикладних наук італійської Швейцарії
- Університет прикладних наук Калайдос
- Університет прикладних наук Ле-Рош-Грюєр
- Університет прикладних наук Люцерна
- Університет прикладних наук Північно-західної Швейцарії
- Університет прикладних наук Цюриха

## Педагогічні інститути
- Педагогічний інститут Тічино (італ. Alta Scuola Pedagogica Ticino)
- Педагогічний інститут кантонів Берн, Юра і Невшатель (фр. Haute école pédagogique des cantons de Berne, du Jura et de Neuchâtel)
- Педагогічний інститут кантону Во[fr] (фр. Haute école pédagogique du canton de Vaud)
- Педагогічний інститут кантону Вале (фр. Haute école pédagogique du Valais, нім. Pädagogische Hochschule Wallis)
- Педагогічний інститут Фрібуру (фр. Haute école pédagogique fribourgeoise)
- Цюрихський міжкантональний інститут корекційної педагогіки[de]
- Педагогічний інститут Граубюндену[de]
- Бернський педагогічний інститут[de]
- Педагогічний інститут північно-західної Швейцарії[de] (належить до FHNW)
- Педагогічний інститут Роршаха (Pädagogische Hochschule Rorschach)
- Педагогічний інститут Санкт-Галлена[de]
- Педагогічний інститут Шаффгаузену (нім. Pädagogische Hochschule Schaffhausen)
- Педагогічний інститут Тургау[de]
- Педагогічний інститут центральної Швейцарії[de]
- Педагогічний інститут Цюриху[de] (належить до ZFH)
- Педагогічний інститут логопедії Роршаха (нім. Schweizer Hochschule für Logopädie Rorschach, SHLR)

### Заклади, акредитовані Конференцією університетів Швейцарії
Заклади
- Курська вища теологічна школа
- Богословський факультет Лугано (Facoltà di Teologia di Lugano[7])

Програми
- Швейцарський колледж Франкліна